# Du soleil dans les yeux
Pour plus de détails, voir Fiche technique et Distribution.
 Du soleil dans les yeux (Il sole negli occhi) est un film italien réalisé par Antonio Pietrangeli, sorti en 1953.

## Synopsis
Celestina est une jeune fille de la campagne qui quitte son village natal pour se rendre à Rome où elle travaille comme femme de chambre. Dans le climat très libre de la capitale, Celestina, fille plutôt réservée et naïve, passe d'une famille à l'autre. Ainsi, elle se lie d'amitié avec d'autres jeunes filles romaines et finit par faire la connaissance de Fernando, un beau plombier dont elle tombe amoureuse. Mais Fernando est déjà lié à une autre femme.

## Fiche technique
- Titre original : Il sole negli occhi
- Réalisateur : Antonio Pietrangeli, assisté de Franco Zeffirelli
- Scénario : Antonio Pietrangeli, Ugo Pirro, Lucio Battistrada, Suso Cecchi D'Amico (non créditée)
- Scénographe : Gianni Polidori
- Photographie : Domenico Scala
- Cadreur : Marcello Gatti
- Montage : Eraldo Da Roma
- Musique : Franco Mannino
- Maison de production : Titanus, Film Costellazione
- Distribution : Titanus
- Format : Noir et blanc - 35 mm - 1,37:1 - Mono
- Durée : 98 minutes
- Pays d'origine :  Italie
- Date de sortie : 13 octobre 1953, Milan
- Genre : Film dramatique

## Distribution
- Gabriele Ferzetti: Fernando
- Irène Galter: Celestina
- Paolo Stoppa: Egisto Palmucci
- Turi Pandolfini: Macaluso
- Mimmo Palmara: fiancé de Marcella
- Anna Maria Dossena: Elvira
- Pina Bottin: Marcella
- Maria Pia Trepaoli: Armida
- Scilla Vannucci: Italia
- Aristide Baghetti: professor Nicotera
- Fara Libassi: signora Assunta
- Attilio Martella: Vittorio Emanuele Lo Russo
- Lia Di Leo: Gina
- Francesco Mulè: Marcucci
- Vittorio Duse: Evasio
- Elvira Tonelli: signorina Spinelli
- Mario Valente: Nazzareno
- Giancarlo Cocchini: Luca